# Milan Škoda (1963)
Milan Škoda (* 11. srpna 1963 Žacléř) je bývalý český fotbalový útočník. Jeho synové Milan a Michal jsou ligoví fotbalisté.

## Fotbalová kariéra
V československé lize hrál za Bohemians Praha. V československé lize nastoupil v 71 utkáních a dal 5 gólů.

## Ligová bilance
| Ročník                                   | Zápasy | Góly | Klub            |
| ---------------------------------------- | ------ | ---- | --------------- |
| 1. československá fotbalová liga 1984/85 | 21     | 2    | Bohemians Praha |
| 1. československá fotbalová liga 1985/86 | 25     | 2    | Bohemians Praha |
| 1. československá fotbalová liga 1986/87 | 12     | 1    | Bohemians Praha |
| 1. československá fotbalová liga 1987/88 | 12     | 0    | Bohemians Praha |
| 1. československá fotbalová liga 1988/89 | 1      | 0    | Bohemians Praha |
| CELKEM                                   | 71     | 5    |                 |